# Puma (állatfaj)
A puma vagy hegyi oroszlán (1993 óta Puma concolor, előtte Felis concolor) Észak-, Közép- és Dél-Amerikában élő macskaféle ragadozó. Nagysága ellenére nem tud bőgni, ehelyett dorombol, és ha fogságba ejtik, hátborzongató, emberszerű sikolyokat hallat. Jóval közelebbi rokonságban áll a házi macskával, mint az afrikai oroszlánnal. Egyéb ismert elnevezései még a kaguár, hegyi oroszlán, ezüstoroszlán, catamount és festett macska[forrás?]. A puma szó a kecsua nyelvből ered. Brazíliában a tupi nyelvből eredő suçuarana-nak nevezik, ám még egyéb nevei is ismertek. Tény, hogy az angol nyelvben a pumának több mint 40 különféle elnevezése van.
Észak-Amerikában, főleg az Egyesült Államokban maga a párduc elnevezés a pumára vonatkozik, habár a fekete párduc meghatározást kizárólag a leopárdok vagy jaguárok melanózisos változatára használják. Európában és Ázsiában a párduc elnevezés a leopárdra vonatkozik és a pettyes és fekete leopárdra egyaránt használatos. Dél-Amerikában a párduc a jaguárt jelenti és egyaránt használják a pettyes és fekete egyedekre is. A melanózist okozó gén más macskaféléknél is előfordul, mint például az oroszlán, tigris, leopárd, jaguár, karakál, jaguarundi, szervál, ocelot, margay, vörös hiúz, Geoffroy-macska esetében; azonban melanózisos eseteket még soha nem dokumentáltak a Puma concolornál, bár a helyi legendák szerint a „fekete párducok” léteznek. A feljegyzett anekdoták kiemelkedőek az Egyesült Államok keleti részén levő Appalache-hegységben, azon a helyen, ahol a P. concolor elterjedt volt, majd az 1800-as évek végére teljesen kiirtották, és ahol a populációk terjedését nem dokumentálták, 2005-re visszatelepítették.
A DNS elemzések megállapították, hogy a puma feltételezhetően egész közeli kapcsolatban áll a jaguarundival és az észak-amerikai gepárddal (Miracinonyx, mára kihalt), de az igazi gepárddal is közelebbi rokonságban áll, mint más nagymacskákkal. A puma az oroszlánnal és leopárddal ellentétben nem tartozik a párducformák közé.
Ezen állatoknak - nagy elterjedési területüknek köszönhetően - színben és méretben jelentős számú változata ismert.

## Alfajok

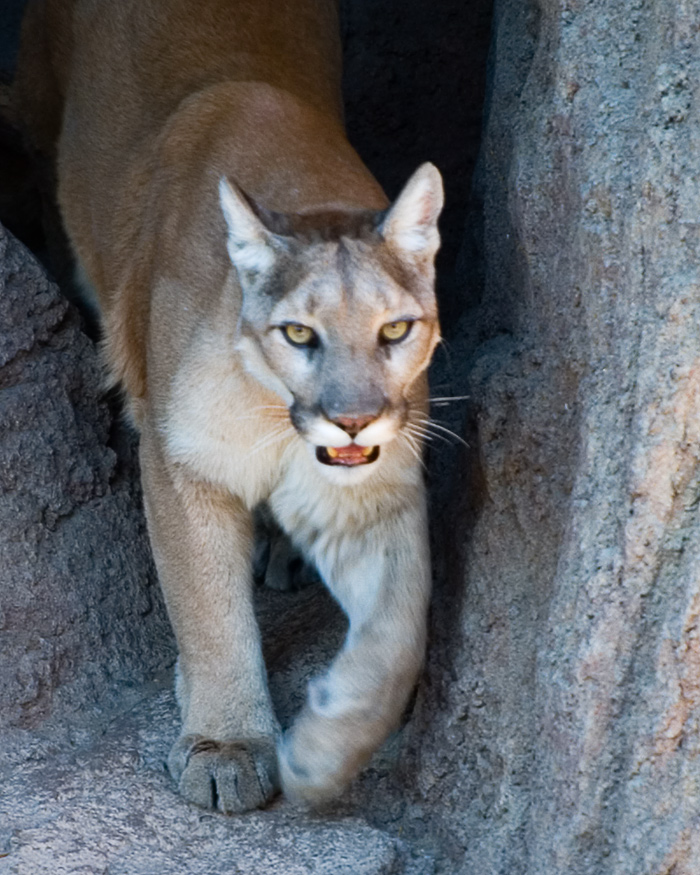
Az Arizona-Sonora sivatagi múzeumban

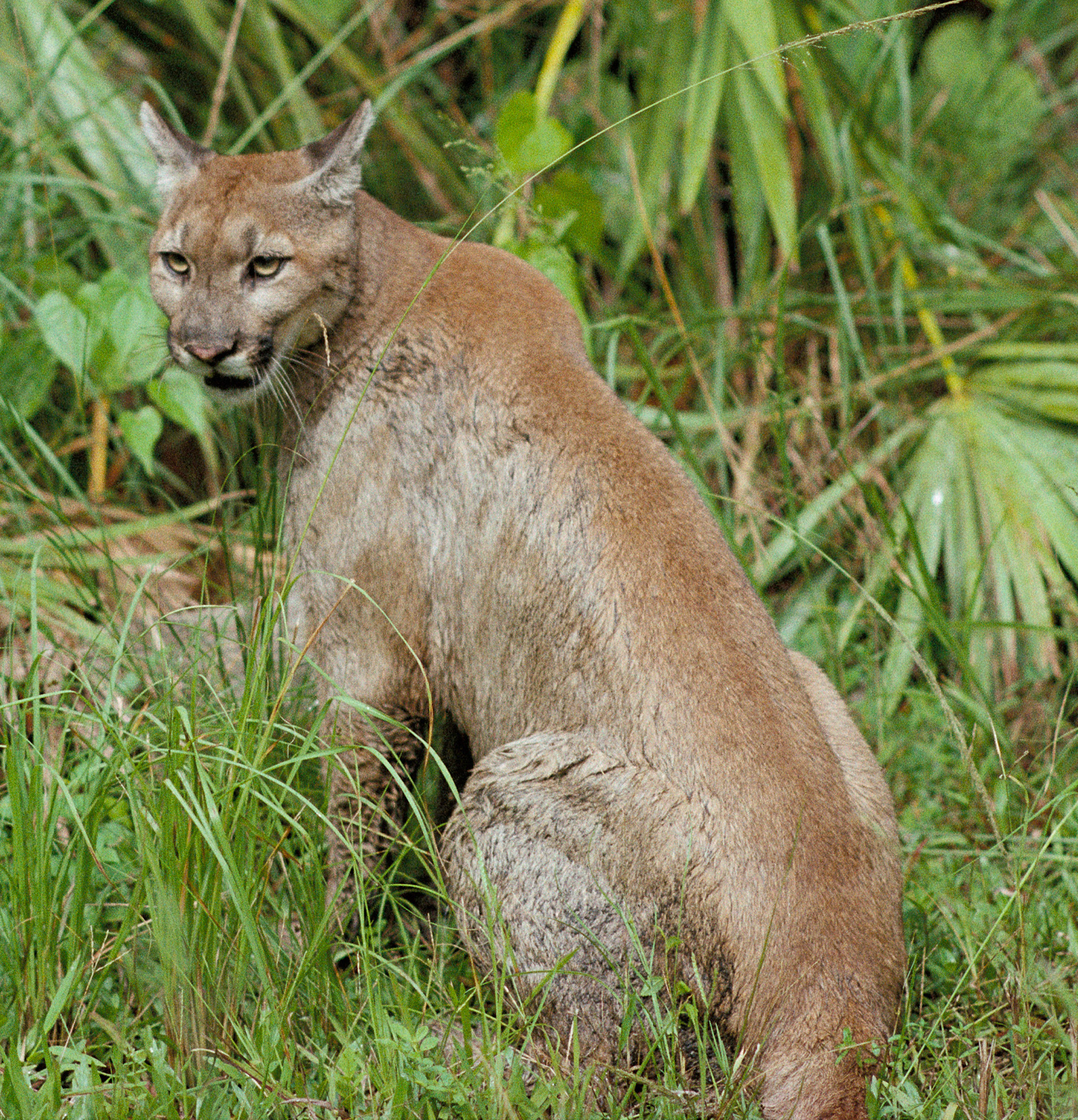
Floridai puma

A floridai puma (P. c. coryi) a puma egyik ritka alfaja, mely Dél-Florida alacsonyan fekvő fenyőerdeiben, pálmaerdőiben és mocsaraiban él, főleg a Big Cypress Nemzeti Park közelében. Jelenleg széles körű kísérleteket tesznek Floridában az állam nemzeti állatának még meglévő populációjának megmentésére, mivel számuk eléggé alacsony. A vadon élő egyedek száma becslések szerint 25 és 50 egyed lehet. A floridai puma kis méretéről ismerhető fel (más pumához viszonyítva), szélesebb a koponyája és hosszabbak a lábai. Kis számukból adódó beltenyészet kialakulása miatt, ennek az alfajnak elkezdett feltűnően görbülni a farka vége, és hátszőrén csíkok futnak.
A Wisconsin államban honos alfajt, a wisconsini pumát (P. c. schorgeri), 1925-re teljesen kiirtották.

### Alfajok listája
- mato grosso-i puma (Puma concolor acrocodia)
- andoki puma (Puma concolor araucanus)
- mexikói puma (Puma concolor azteca)
- kolumbiai puma (Puma concolor bangsi)
- yuma puma (Puma concolor browni)
- kaliforniai puma (Puma concolor californica)
- brazíliai puma (Puma concolor concolor)
- floridai puma (Puma concolor coryi)
- costa rica-i puma (Puma concolor costaricensis)
- †keleti puma (Puma concolor cougar) – kihalt
- amazonasi puma (Puma concolor discolor)
- coloradoi puma (Puma concolor hippolestes)
- dél-bajai puma (Puma concolor improcera)
- inka puma (Puma concolor incarum)
- kaibab puma (Puma concolor kaibabensis)
- maja puma (Puma concolor mayensis)
- missoula puma (Puma concolor missoulensis)
- oregoni puma (Puma concolor oregonensis)
- bolíviai puma (Puma concolor osgoodi)
- patagóniai puma (Puma concolor patagonica)
- argentin puma (Puma concolor pearsoni)
- chilei puma (Puma concolor puma)
- †wisconsini puma (Puma concolor shorgeri) – kihalt
- ecuadori puma (Puma concolor soderstromi)
- texasi puma (Puma concolor stanleyana)
- Vancouver-szigeti puma (Puma concolor vancouverensis)

## Hibridek

### Fajhibridek
Annak ellenére, hogy nem állnak közeli rokonságban a párducformákkal, létrejöhetnek hibridek a pumák és leopárdok között, melyeket pumapárdnak hívnak. Jelentettek már puma és jaguár hibrideket is, ám létezésük nem bizonyított. A puma és közelebbi rokona, az ocelot között is jöhetnek létre hibridek.

### Alfajhibridek
A puma alfajok keveredésének hibridjei leginkább ott fordulnak elő, ahol a floridai puma vérvonalát akarták frissíteni. A hibridek sokkal életerősebbek, mint a tisztavérű floridai pumák, és nem alakulhat ki közöttük beltenyészet.

## Populáció és eloszlás

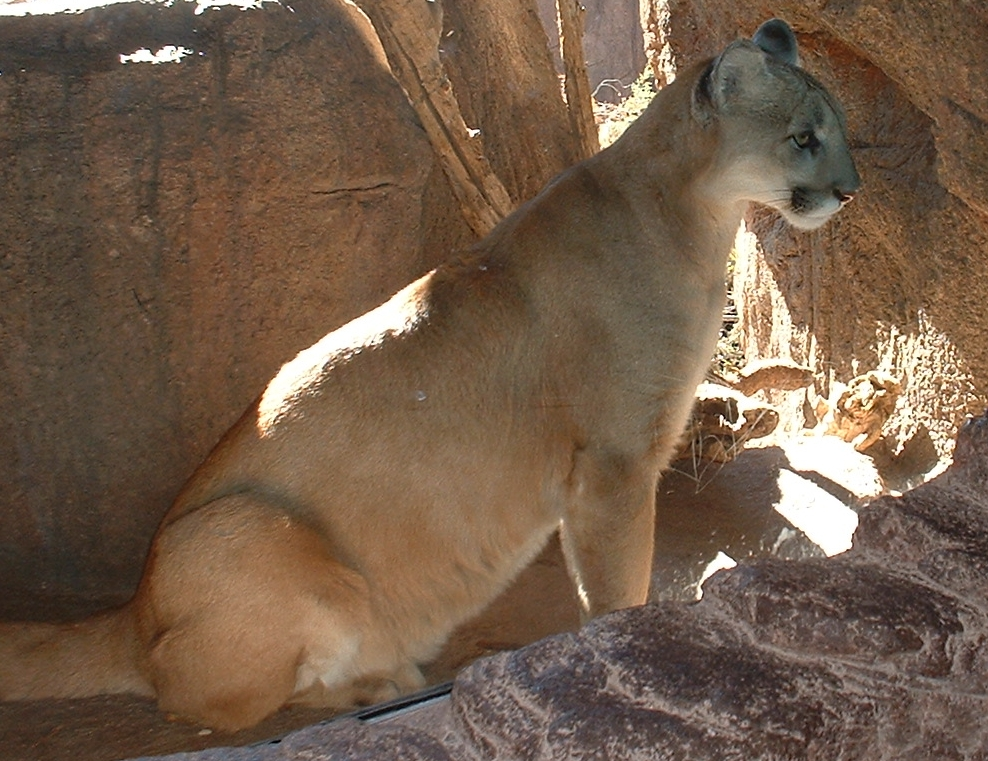
Puma az Arizona-Sonora Desert Museum-ban (Tucson, Arizona)

A puma egyike a legnagyobb számban előforduló, vadon élő macskafélének, így csak az eurázsiai hiúzzal, a vadmacskával és a nagy számban előforduló leopárddal tartja a versenyt. Mielőtt a modern ember elkezdett terjeszkedni az amerikai kontinensen, a puma az egész földrészen megtalálható volt. Még ma is ez az Újvilág legnagyobb számban élő ragadozója, 110 szélességi fokon keresztül az észak-yukoni területektől (Kanada) az Andok déli részéig megtalálható (a chilei és argentínai oldalon egyaránt). Az egyetlen hely, ahol a puma veszélyben van, az Egyesült Államok, főleg Florida és a keleti part térségében. Ez leginkább az ember, a harsogó városok és egyéb urbanizációs fejlődés, illetve az urbanizáció okozta fokozatos területcsökkenés miatt van. Amikor a pumát megtalálták és újra felfedezték az Egyesült Államok több „vad” részén is, versenyt kellett vívniuk a már itt élő macskákkal.

### Puma populációk az Egyesült Államokban és Kanadában
Az Egyesült Államokban majdnem teljesen kiirtották, ám nagy számban tért vissza, mára csaknem 30 000 egyed található az Egyesült Államok nyugati részén. Kanadában a pumák a préri nyugati részén Albertában, Brit Columbiában és Dél-Yukonban élnek. Észak-Amerikában legsűrűbben a brit kolumbiai Vancouver-szigeten fordulnak elő.
A pumák fokozatosan terjeszkednek kelet felé, követve a patakokat és folyómedreket, és mára elérték Missourit és Michigant. A puma a Felső-tó északi partján is megtalálható, ahol 2004-ben egy lóra támadt Elyben, Minnesotában, Nemsokára elérik az Egyesült Államok keleti és déli részét. Folyamatos jelentések jönnek a keleti puma megmaradt populációjának túlélőiről Új-Brunswickban, Ontarióban és a québeci Gaspé-félszigetről.
Az urbanizáció miatt a városszéli területeken a pumák gyakran kerülnek kapcsolatba emberekkel, különösen azokon a helyeken, ahol nagy számban él természetes zsákmányuk, a szarvas. A háziállatokra, mint a kutyára, macskára és haszonállatokra is elkezdtek vadászni, ám az emberre ritkán tekintenek élelemforrásként.
Megközelítőleg 4000–6000 puma él Kaliforniában (kb. 1990-es adat) és megközelítőleg 4500–5000 egyed Coloradóban.

## Külső jellemzők
A pumák homokszínűek, fekete hegyű fülekkel és farokkal. A puma több mint 50 km/h sebességgel is futhat, 6 méterre ugrik el álló helyzetből, függőlegesen 2,5 métert ugrik. Harapásuk jóval erősebb, mint bármely háziasított kutyának. A puma karmai visszahúzhatók, és négy lábujja van. A felnőtt hímek testhossza 102-154 centiméter, farokhossza 68-96 centiméter és testtömege 36–120 kg. A legnagyobb talált példány 125,2 kg tömegű volt. A felnőtt nőstények testhossza 86-131 centiméter, farokhossza 63-79 centiméter és testtömege 29–64 kg. A pumakölykök szőre barnás-feketés színű pöttyökkel tarkított, és farkukon gyűrűk láthatók. Élettartamuk a vadonban 8-18 év, fogságban több.
Az Egyenlítőnél élő pumák a legkisebbek, a sarkkörök felé haladva egyre nagyobb méretűek.

## Színváltozatok
A puma színe általában sárgásbarna vagy homokszínű, elrejtve őt a fő zsákmányállat, a szarvas elől. A kölykök szabálytalanul sötétbarna pettyesek, mely néha még fiatal korban is megmarad, ám az állatok öregedésével eltűnik. Abnormális esetben halvány és akár fehér színűek is lehetnek, de nem albinók. Előfordult már, hogy sötétbarna pumának világosabb volt a hasa, elsősorban Dél- és Közép-Amerikában, és ezeket az állatokat Georges-Louis Leclerc: Comte de Buffon című művében couguar noire-nak hívta. Nincs hivatalos feljegyzés valódi melanózisos pumákról.

## Viselkedése

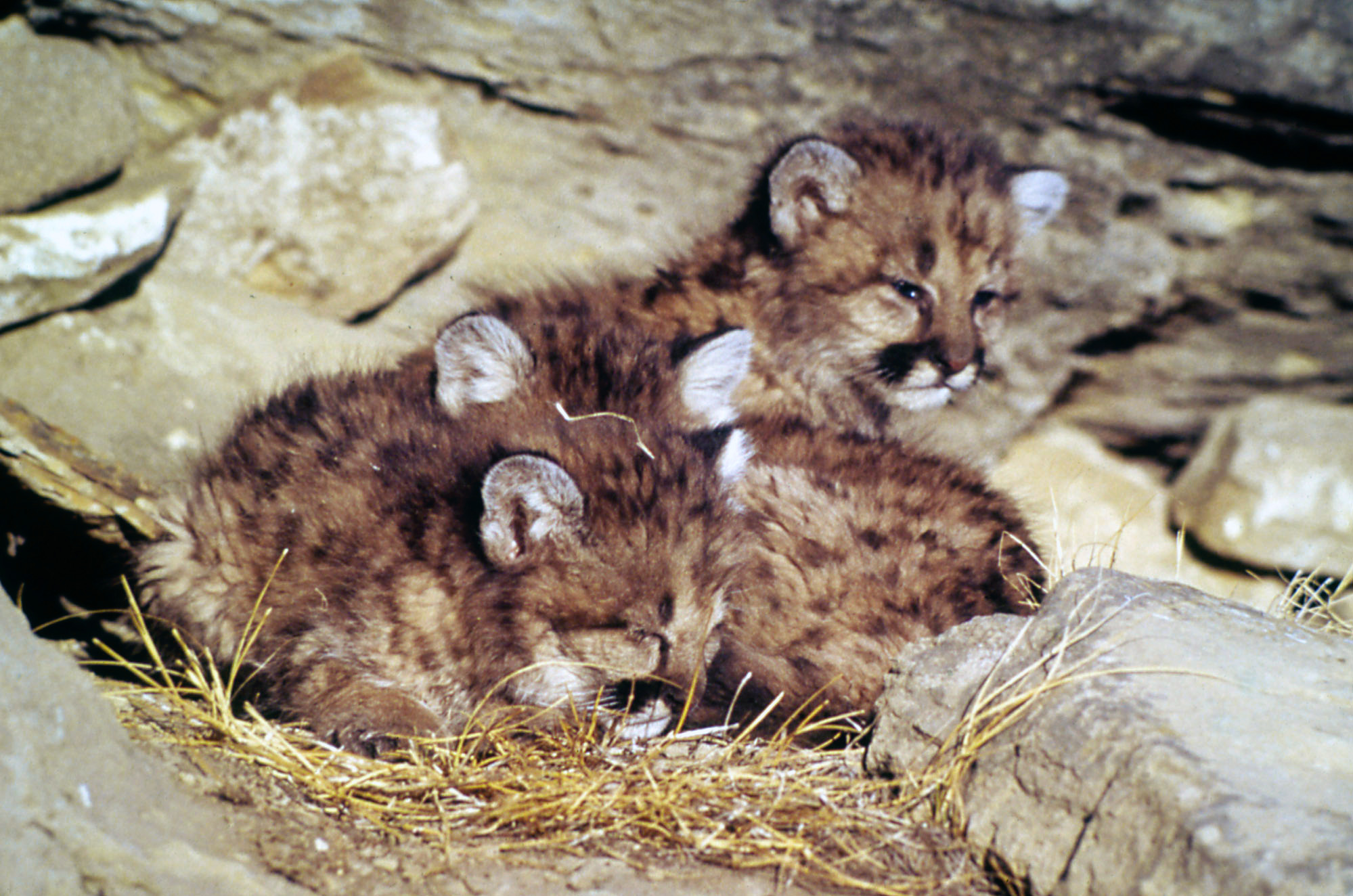
Pumakölykök

A puma testsúlyánál hétszer nehezebb zsákmányt is elejt és elhurcol. Általában nagy emlősökre vadászik, úgy mint a szarvas és a villásszarvú antilop, ám kisebb állatokat is megeszik, mint például a hód, tarajos sül vagy akár az egér, ha a szükség arra készteti. Egyedül vadászik, és gyakran lesből, hátulról támad. Sokszor egyetlen harapással öl, mely a koponya hátsó részére irányul, s eltöri a zsákmány nyakát. A tetemet ezután legtöbbször elássa vagy lefedi, ami így még több napig is élelemként szolgálhat, míg a puma folyamatosan úton van, és általában, ha szüksége van rá, visszajár táplálkozni. A pumák nem dögevők, így legtöbbször csak a saját maguk által levadászott és megölt tetemből esznek. Támadásaik túlnyomó többsége sikeresen, a zsákmány elkapásával és megölésével zárul, ezért megengedhetik maguknak, hogy válogatósak legyenek. Mint a többi macska, az élelmüket saját vadászterületükön szerzik be, amit igen jól ismernek, és ahol egész életüket töltik. A felnőtt hímeknek akár 250 km²-es területük is lehet; a felnőtt nőstények területe átlagosan 50 – 150 km².
A hímek számos nőstényt megtermékenyíthetnek. A nőstény pumák általában 3-4 kölyköt hoznak világra egy sziklás területen levő barlangban. Ha egy hím puma betör egy másik hím területére, megöli az ott élő nőstények kölykeit, így a nőstények újra fogamzóképesek lesznek.

### Ember elleni támadások

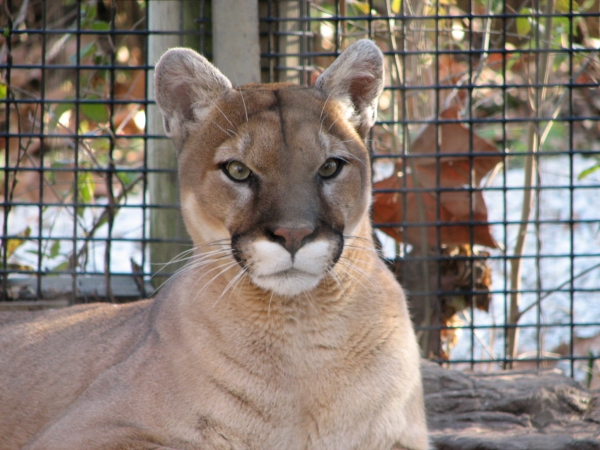

Az emberre való támadások ritkák, ám előfordulhatnak – különösen, ha az ember behatol a vadonba, és a pumának a hagyományos zsákmányállat látszatát kelti. Megközelítőleg 100 pumatámadás történt az USA-ban és Kanadában 1890 és 2004 januárja között, melyből 16 volt halálos; ebből 14 támadás történt Kaliforniában, melyből 6 volt halálos. Emberre és háziállatokra támadó pumák a kertvárosi területekhez társíthatók, ahol a város és a vadon találkozik. Például Boulder-ben, Coloradóban, ahol a puma hagyományos zsákmányállata, a füles amerikai szarvas is él, már hozzászoktak a kertvárosi területekhez, így az emberek és a háziállatok jelenlétéhez. Amikor a pumák már sem az emberektől, sem a kutyáktól nem félnek, zsákmánynak tekintik őket is.
2004. január 8-án egy puma megölt és félig megevett egy hegyikerékpárost a Whiting Ranch Wilderness Parkban (Orange megye, Kalifornia); feltételezhetően ugyanaz az állat felelős a második hegyikerékpáros megtámadásáért a következő napon a parkban, melyet ez a kerékpáros visszavert. Később, a nap folyamán a parkőrök egy fiatal hím pumát terítettek le.
A pumák Kaliforniában csak különleges körülmények esetén vadászhatók. Például emberre támadó vadállatot meg kell ölni, ha rábukkannak. Ez, mivel Kaliforniában a farkas és a barna medve már kipusztult, lehetővé tette a pumák számának jelentős növekedését, így mára nem maradt más ragadozó vetélytársa

## Egyéb
A puma mindig is kedvelt állatkerti állatnak számított, már az aztékok is tartották. Az Egyesült Államokban, Kanadában és Oroszországban néha magánszemélyek is tartják. A puma az egyetlen állatfaj, ami – Kaliforniát kivéve –, egész Amerikában vadászható, még akkor is, ha a kölykeit szoptatja.
Magyarországon a Nyíregyházi Állatparkban, a Szegedi Vadasparkban és a Pécsi Állatkertben láthatók.